# K'z Station
K'z Station（ケーズステーション）は株式会社 K'z channelが運営するインターネットラジオ放送局。チケット制による有料配信と無料配信があった。2019年6月15日に動画配信アプリ『チアーるTV』に完全移行するも2021年2月28日に終了した。

## 番組

### レギュラー番組
- おしゃべりやってまーす
- 矢口真里のカミダの実

### 特別番組
- ゆるめいつスペシャル（2009年（平成21年）4月24日） - 『ゆるめいつ』OVA関連。
出演：桃井はるこ、桑谷夏子、松来未祐、日野聡
- けものとチャットスペシャル（2009年（平成21年）10月26日） - 『けものとチャット』OVA関連。
出演：植田佳奈、矢作紗友里、みずしな孝之
- Otaku-Verse Zero[零]（2010年（平成22年）11月14日 - ）K'z Station内にバナー配置、YouTubeのOtakuVerseZeroチャンネルにて配信中。日本のオタク文化を主に海外に紹介する全編英語の番組。）
出演：浅川悠、パトリック・マシアス

## 株式会社 K'z channel
株式会社 K'z channel（ケーズチャンネル）は日本のコンテンツ制作・ラジオ番組運営制作会社。